# وایکلف ژان
نل اوست وایکلف ژان (به انگلیسی: Nel Ust Wyclef Jean) (زادهٔ ۱۷ اکتبر ۱۹۷۲) خواننده، ترانه‌سرا، آهنگساز و بازیگر هائیتیایی-آمریکایی است. او در سال ۲۰۱۰ برای نامزدی در انتخابات ریاست جمهوری هائیتی ثبت نام کرده‌بود.
از فیلم‌ها یا مجموعه‌های تلویزیونی که وی در آن‌ها نقش داشته‌است می‌توان به نوامبر سیاه و یه چیز دیگه اشاره نمود.